# Kiberiáda
A Kiberiáda (lengyelül Cyberiada) Stanisław Lem történetei robotokról. 1965-ben jelent meg Lengyelországban, magyarul Murányi Beatrix fordításában először 1971-ben az Európa Kiadónál.

## Tartalom
A könyv két részből áll. Az első rész népmeseszerű kiszólásokkal teli „tanulságos mesékre” hasonlít, míg a második rész Trurl és Klapanciusz, a két tudós mérnök versengéséről és találmányaikról, kalandjaikról szól Stanislaw Lem utánozhatatlan stílusában. Lem humora kitűnő, miközben novellái filozófiai mélységeket járnak be könnyed hangvétellel. Lem a klasszikus értelemben vett sci-fi szabályait félretéve kalandozik az időben, hihetetlen leleményességgel ötvözve a régmúlt idők életének napi eszközeit a távoli jövő technikai vívmányaival, és így érdekes matematikai, fizikai fogalmak fűszerezte történetekben szórakozhatunk a kardot forgató robotok nagyon is emberi történetein.
A mű keletkezési idejét figyelembe véve kijelenthető, hogy az író filozófiai alapgondolatai örök érvényességgel bírnak: megmutatja, hogy az idők és a díszletek változnak ugyan, maga az Ember azonban nem.

## Tartalomjegyzék

### Első rész: Amit a robotok mesélnek
- Három Kóbor űrlovag
- Az uránfülek
- Hogyan győzte le Öngerjesztő Erg a sápatagot?
- A két szörnyeteg
- A fehér halál
- Hogyan kezdődött a ködök menekülése?
- Mese a sárkányölő számítógépről
- Halfonz király tanácsosai
- Automaté barátja
- Globáris király és a bölcsek
- Mese Nagy Böhöm királyról
- Vasvitéz királyfi és Kristályka királykisasszony

### Második rész: Kiberiáda
- Hogyan maradt meg a világ?
- Trurl gépe
- Az ajándék
- Trurl és Klapanciusz hét utazása
  - Első utazás avagy Gargancián csapdája
  - Első pótutazás avagy az elektrubadúr
  - Második utazás avagy Vérgőz király és a fenevad
  - Harmadik utazás avagy a valószínűségi sárkányok
  - Negyedik utazás avagy miként építette meg Trurl az Erotront, más néven Poligamizátort, hogy megszabadítsa Bezsongár királyfit a szerelem kínjaitól, és hogyan került sor a bébivető alkalmazására
  - Ötödik utazás avagy a bohókás Hihi király
  - Újabb pótutazás avagy Trurl mint szaktanácsadó
  - Hatodik utazás avagy hogyan épített Trurl és Klapanciusz másodfajú démont az okleveles zsivány számára
  - Hetedik utazás avagy a tökéletesség bajjal jár
- Zsenialon király három mesélőgépe
- Az Altruizin

## Magyarul
- Kiberiáda; ford. Murányi Beatrix; Európa, Bp., 1971 (Európa zsebkönyvek)

## További Kiberiáda-novellák
Lem nem minden robotmeséje szerepel a Kiberiáda könyvben. A léboló magyarul az Álmatlanság c. novelláskötetben (1974, ISBN 9630700662), az Ismétlés pedig a Metagalaktika 4-ben olvasható; valamint ez a kettő és a Kincső király kincsesháza, a Digi neveltetése, Az első olvadék története és A második olvadék története a Stanisław Lem teljes science-fiction univerzuma II. gyűjteményes kötetben (ISBN 963497130X).